# Groapa de la Bârsa
Groapa de la Bârsa este o arie protejată de interes național ce corespunde categoriei a IV-a IUCN (rezervație naturală de tip geologic), situată în nord-vestul Transilvaniei, pe teritoriul județului Bihor.

## Localizare
Aria naturală se află în partea sud-estică județului Bihor (în Depresiunea Padeș - Cetățile Ponorului, în ramura nordică a Munților Bihorului - grupă montană a Apusenilor ce aparține lanțului carpatic al Occidentalilor), pe teritoriul administrativ al comunei Pietroasa.

## Descriere
Rezervația naturală cu o suprafață de 20,40 hectare a fost declarată arie protejată prin Legea Nr.5 din 6 martie 2000 (privind aprobarea Planului de amenajare a teritoriului național - Secțiunea a III-a - zone protejate, publicată în Monitorul Oficial al României, Nr.152 din 12 aprilie 2000) și se suprapune ariei de protecție specială avifaunistică - Munții Apuseni - Vlădeasa.
Rezervația naturală Groapa de la Bârsa face parte din Parcul Natural Apuseni și reprezintă un crater (bazin închis) de formă ovală constituit dintr-un agregat mineral natural (stâncă) din care izvorăsc mai multe pârâiașe cu debit mic, ce se preling, pierzându-se la contactul cu calcarele de la baza depresiunii. Zona este considerată a fi una din cele mai sălbatice din Apuseni, climatul umed favorizând dezvoltarea unei vegetații ierboase dense, specifice mlaștinilor.

## Obiective turistice aflate în vecinătate
- Biserica de lemn „Pogorârea Sf. Gheorghe” din Cociuba Mică, lăcaș de cult (ridicat în secolul al XVIII-lea) aflat pe lista monumentelor istorice sub codul LMI BH-II-m-B-01136.
- Rezervațiile naturale: Avenul Borțigului, Complexul Carstic din Valea Ponorului, Fâneața Izvoarelor Crișul Pietros, Groapa Ruginoasa - Valea Seacă, Molhașurile din Valea Izbucelor, Pietrele Galbenei, Piatra Bulzului, Pietrele Boghii, Poiana Florilor, Platoul Carstic Padiș, Platoul Carstic Lumea Pierdută, Peștera lui Micula, Peștera Urșilor, Săritoarea Bohodeiului, Valea Galbenei și Vârful Biserica Moțului.